# Roodstreeplipvis
De roodstreeplipvis (Coris gaimard) leeft onder andere in de Rode en in de Arabische Zee. De diepte waarop je deze vis kunt vinden is tussen de 2 en de 15 meter diep. Het is een van de kleinere lipvissoorten, die je makkelijk herkent aan de rode en witte strepen. Typisch voor deze vis is ook de zwarte vlek schuin boven zijn borstvin. In de Zuid-Japanse wateren leeft een soort die erg op deze vis lijkt, alleen heeft de Zuid-Japanse soort donkere vinnen met witte strepen erop.

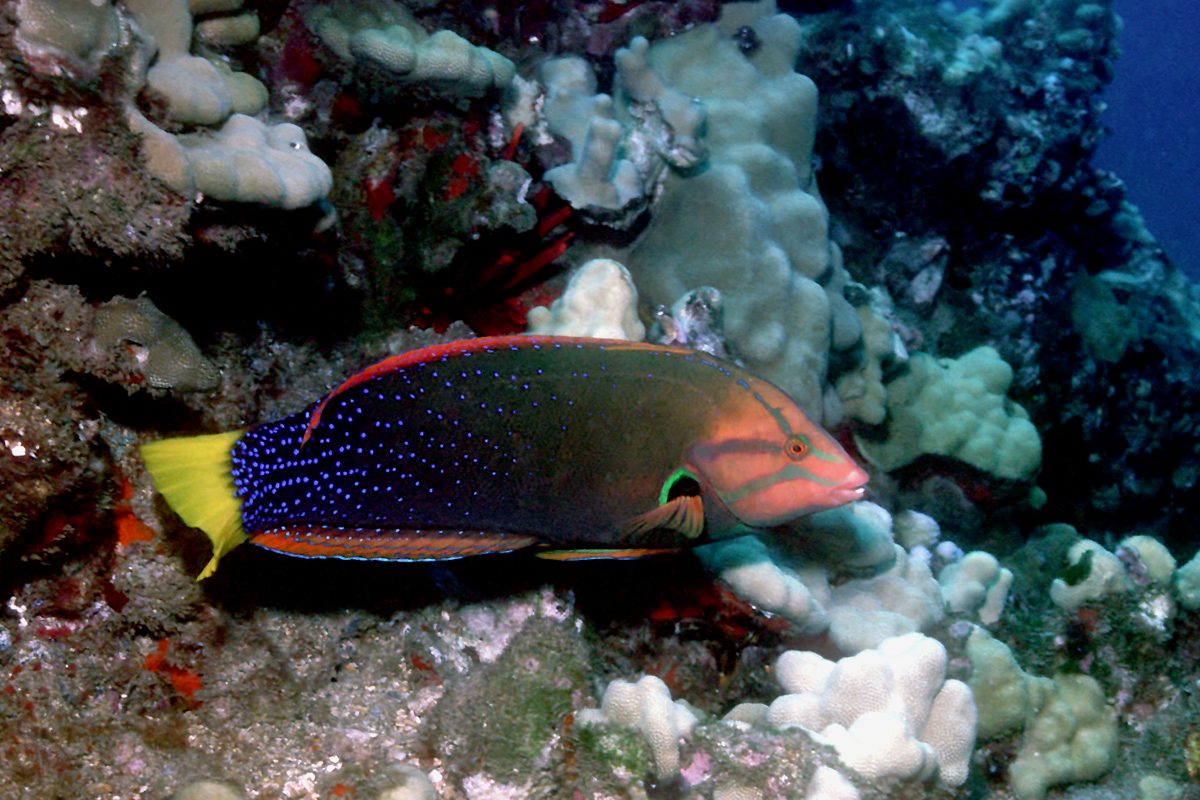
Coris gaimard